# Emmanuëlle (Sängerin)
Emmanuëlle (Ginette Filion; * 18. Oktober 1942 in Montreal; † 3. März 2024 in Saint-Jérôme/Québec) war eine kanadische Sängerin.

## Leben
Emmanuëlle studierte klassischen Gesang an der École de musique Vincent-d’Indy. Ihren ersten Erfolg hatte sie 1972 mit dem Song Emmène-moi vers le soleil von Luc Plamondon und François Dompierre, mit dem sie das Yamaha World Popular Song Festival in Tokio gewann und Kanada beim Festival de la chanson in Spa vertrat. 1974 veröffentlichte sie ein Album mit Liedern Dompierres. Daneben arbeitete sie zu dieser Zeit auch mit Stéphane Venne zusammen. 1975 war sie (neben France Castel, Renée Claude, Andrée Boucher, Christine Chartrand, Lucille Dumont, Ghislaine Paradis, Véronique Béliveau, Shirley Théroux und Ginette Renoeine) eine der zehn Künstlerinnen, die in Jean-Pierre Ferlands Show Que sont devenues les femmes am Mont Royal auftraten. In diesem Jahhr war sie auch erfolgreich mit dem eigenen Song Ma chanson. 1978 nahm Emmanuëlle das Album Je vous aime mit Songs von Stéphane Venne, Diane Juster, Jean Robitaille und Luc Plamondon auf.
Später konnte sie an ihre Erfolge nicht mehr anknüpfen und eröffnete ein Restaurant in Les Laurentides. 2010 veröffentlichte sie die Autobiographie Emmanuëlle, démesures et passions. 2013 trat sie neben anderen Sängern Québecs in der Show Le retour de nos idoles auf. 2024 starb sie an den Folgen einer Alzheimer-Erkrankung.